# Canthigaster figueiredoi
Canthigaster figueiredoi es una especie de peces de la familia Tetraodontidae en el orden de los Tetraodontiformes.

## Morfología
Los machos pueden llegar alcanzar los 12 cm de longitud total.

## Alimentació
Come vegetales, crustáceos y moluscos.

## Hábitat
Es un pez de mar de clima tropical y asociado a los  arrecifes de coral que vive entre 1-35 m de profundidad.

## Distribución geográfica
Se encuentra en el Atlántico occidental: desde el sur del Mar Caribe hasta Santa Catarina (el Brasil), incluyendo Fernando de Noronha.

## Observaciones
Es inofensivo para los humanos.